# Мішені (фільм)
«Мішені» (англ. Clay Pigeons, дослівно: Глиняні голуби) — чорна комедія 1998 року, написана Меттом Хілі та знята Девідом Добкіним, у головних ролях — Хоакін Фенікс, Вінс Вон і Джанін Гарофало.

## Синопсис
Дізнавшись про те, що його дружина спить із Клеєм, Ерл вбиває себе, обставляючи це так, ніби Клей застрелив його. Вдові не подобається, коли Клей починає зустрічатися з іншою жінкою. Тіла починають накопичуватися...

## Акторський склад
| Актор             | Роль           |
| ----------------- | -------------- |
| Хоакін Фенікс     | Клей Бідвелл   |
| Вінс Вон          | Лестер Лонг    |
| Джанін Гарофало   | Дейл Шелбі     |
| Джорджина Кейтс   | Аманда         |
| Грегорі Спорледер | Ерл            |
| Філ Морріс        | агент Рейнард  |
| Скотт Вілсон      | шериф Ден Муні |

## Виробництво
Фільм був розроблений компанією режисерів Рідлі та Тоні Скоттів Scott Free Productions.
Вон описав свого персонажа, Лестера, як «хлопця, який не обов'язково із Заходу — це просто образ, який він сам собі створив. Якою б не була його реальність — жорстоке поводження з жінками чи щось подібне — він перебріхує її, беручи шматочки з різних фільмів. Він бачить своє життя як дивний вестрен, де він головний герой. Він вважає себе нормальною людиною в божевільному світі.»
Добкін казав про персонажів фільму: «Я хотів, щоб кожен був не таким, яким здається — агент ФБР, який курить траву, шериф маленького містечка, який здається незграбним, але саме він врешті-решт розплутує [вбивства]».